# Christia
Genre
Christia est un genre de plantes à fleurs dicotylédones de la famille des Fabaceae, sous-famille des Faboideae, originaire d'Asie et d'Australasie , qui comprend une douzaine d'espèces acceptées.
Ce sont des plantes herbacées poussant dans les prairies et broussailles tropicales temporairement sèches.

## Étymologie
Le nom générique, « Christia », est un hommage à Johann Ludwig Christ (1739-1813) botaniste allemand, auteur de Handbuch über die Obstbaumzucht und Obstlehre (Manuel sur la culture des arbres fruitiers).

## Liste d'espèces
Selon The Plant List (18 novembre 2018) :
- Christia australasica (Schindl.) Meeuwen
- Christia campanulata (Wall.) Thoth.
- Christia constricta (Schindl.) T.C.Chen
- Christia convallaria (Schindl.) Ohashi
- Christia hainanensis Y.C.Yang & P.H.Huang
- Christia lychnucha (Schindl.) Ohashi
- Christia obcordata (Poir.) Bakh.f.
- Christia paniculata (Benth.) Thoth.
- Christia parviflora (Schindl.) Bakh.
- Christia pierrei (Schindl.) Ohashi
- Christia vespertilionis (L.f.) Bakh.f.
- Christia zollingeri (Schindl.) Bakh.f.